# Instituto Gregoriano de Lisboa
O Instituto Gregoriano de Lisboa é uma escola secundária vocacional especializada de música que integra a rede de conservatórios ou escolas de música de ensino oficial, de Portugal. É uma das 6 escolas públicas de música oficiais e está sob a tutela do Ministério da Educação. É, atualmente, no panorama internacional, uma das poucas escolas que leciona a disciplina de Canto Gregoriano ao nível do ensino secundário (se não, única) e claramente a única no panorama nacional. Apesar de ser uma escola relativamente recente (1976), é já responsável pela formação de um número considerável de profissionais destacados do meio musical. 

## História
Em 1953, Júlia D'Almendra (1904-1992) cria, sob o patrocínio do Instituto de Alta Cultura, o Centro de Estudos Gregorianos: a primeira escola de música sacra de nível superior no país. Era uma estrutura de investigação e destinava-se a formar investigadores, cantores, organistas e chefes de coro. Seguia o modelo do Instituto Gregoriano de Paris, integrando na sua oferta formativa, cursos de Canto Gregoriano, Composição Superior (Contraponto e Fuga), Direção Coral, Harmonia, Latim Litúrgico, Modalidade, Paleografia Musical, Pedagogia Musical segundo o Método Ward, Polifonia, Piano, Órgão e Improvisação. Foi, portanto, pioneiro no ensino de História da Música, Paleografia e Órgão. O corpo docente era oriundo do Conservatório Nacional Superior de Paris, da Universidade de Paris-Sorbonne, da Escola César Franck e do Instituto Gregoriano de Paris. Ao nível do estudo do órgão foram convidados concertistas estrangeiros como Gaston Litaize, Jean Guillou, Edouard Souberbielle e Sibertin-Blanc que prepararam várias gerações de organistas portugueses. Foi também responsável pela introdução do Método Ward em Portugal e posteriormente criou classes infantis de formação musical seguindo este método.
Em 1976 o Centro de Estudos Gregorianos foi convertido em estabelecimento de ensino público, passando a designar-se por Instituto Gregoriano de Lisboa e ministrava cursos de nível geral e superior, visando a investigação e o ensino na área da sua especialidade.
Posteriormente, em  1983, com a extinção dos cursos superiores dos conservatórios, fundaram-se as Escolas Superiores de Música em Lisboa e no Porto, transformando-se então o Instituto Gregoriano de Lisboa numa escola vocacional de música, de ensino básico e secundário. Os seus cursos superiores transitaram para a Escola Superior de Música de Lisboa, onde se formaria um Departamento de Estudos Superiores Gregorianos. O novo plano de estudos do Instituto Gregoriano de Lisboa foi definido pela portaria nº725/84  (cursos de Canto Gregoriano, Piano e Órgão) e posteriormente alargado, para incluir os cursos de Cravo, Violoncelo, e Flauta de Bisel (portaria nº421/99). No ano lectivo de 2006/2007 foi aberto o curso de Violino.

## Atualidade
A formação dos jovens que frequentam o Instituto Gregoriano de Lisboa inclui desde os primeiros passos uma intensa atividade artística que se concretiza nas inúmeras audições, concertos e recitais realizados nas instalações da escola e outros locais . A abertura da escola à comunidade tem também sido concretizada através de protocolos estabelecidos com um estabelecimento de ensino público do 1º ciclo, onde os seus professores se deslocam para lecionar Educação Musical.
O Instituto Gregoriano de Lisboa colabora  também ao nível da cedência de instalações e de docentes com a Escola Superior de Música de Lisboa, onde uma grande percentagem dos seus docentes do realizou estudos musicais.
Ao longo dos anos, um número crescente de pianistas, organistas, maestros, musicólogos, compositores, cantores e professores de música, têm-se vindo a notabilizar no panorama musical nacional.

### Cursos
- Cursos Preparatórios (destinado a crianças de 8 e 9 anos)
- Cursos Básicos (1ºgrau ao 5ºgrau): Curso Básico de Canto Gregoriano, Curso Básico de Instrumento (Cravo, Flauta de Bisel, Piano, Órgão, Violoncelo, Violino e Viola de arco)
- Cursos Secundários (6ºgrau ao 8ºgrau): Curso Secundário de Canto Gregoriano, Curso Secundário de Instrumento (Cravo, Flauta de Bisel, Piano, Órgão, Violoncelo, Violino e Viola de arco)

No curso de Canto Gregoriano, a disciplina de instrumento é designada por Teclado (diferentes conteúdos programáticos).

### Regime de Frequência
- Regime Articulado - O aluno substitui algumas das disciplinas do curso da escola básica ou secundária que frequenta pelas disciplinas da área de música ministradas no Instituto Gregoriano de Lisboa. Com este regime de frequência a carga horária total dos cursos é a mais adequada a uma boa gestão do tempo e o rendimento escolar do aluno tende a ser melhor. As avaliações das disciplinas de música são enviadas pelo Instituto Gregoriano de Lisboa para a escola de ensino regular que o aluno frequenta.

- Regime Supletivo - O aluno frequenta todas as disciplinas do seu currículo na escola básica ou secundária para além das disciplinas da área de música ministradas no Instituto Gregoriano de Lisboa. A carga horária total é portanto bastante maior da que resulta da frequência em regime articulado.

### Resumo do Plano de Estudos
- No Curso Básico, o aluno frequenta a disciplina de Instrumento/Teclado, Formação Musical e Coro (e Conjuntos Vocais e/ou Instrumentais);

- No Curso Secundário, o aluno frequenta a disciplina Instrumento/Teclado, Formação Musical, Coro, Canto Gregoriano, Modalidade, Análise e Técnicas de Composição, História da Música, Acústica, Latim e Educação Vocal.

A disciplina de Música de Câmara e Coro Gregoriano é opcional e os alunos não são alvo de avaliação. Apenas se apresentam nas audições.
No regime supletivo, é possível não frequentar todas as disciplinas do Curso Secundário, havendo no entanto um número mínimo. Isto está melhor descrito no Regulamento Interno do Instituto Gregoriano de Lisboa.

### Corpo Docente
Pelo facto do Centro de Estudos Gregorianos ser pioneiro na maioria das matérias, era necessário contar com profissionais estrangeiros. Atualmente, uma grande percentagem dos docentes é constituída por antigos alunos do Instituto Gregoriano de Lisboa e do Centro de Estudos Gregorianos, escola que lhe deu origem. Consegue-se, desta forma, manter um certo nível de identificação dos seus membros com a cultura da escola e com o projeto educativo.
- Piano: Anne Kaasa, Elsa Cabral, Eurico Rosado, Ilda Ortin, Isabel Mendes, Ivana Talijan, Karina Axenova, Karl Martin Gerhardt, Manuel Fernandes e Maria Luísa Oliveira.
- Órgão: António Esteireiro
- Cravo: Cristiano Holtz e Flávia Castro
- Flauta de Bisel: António Carrilho, Susana Silva e Ana Rita Ramos
- Violoncelo: Anne Hermant, Edoardo Sbaffi e Nuno Abreu
- Violino: Inês Barata e Marcos Lázaro

- Formação Musical: Dulce Correia, Nuno Moura Esteves, Rute Prates, Teresa Lancastre, Fernanda Gomes, Carlos Pereira e Ricardo Valente
- Canto Gregoriano: Armando Possante e Ricardo Monteiro
- Modalidade: Armando Possante
- Coro: Armando Possante e Filipa Palhares

- Análise e Técnicas de Composição: Eduardo Vaz Palma
- História da Música: Bárbara Villalobos
- Acústica: Bárbara Villalobos

- Educação Vocal: Armando Possante, Elsa Cortez e Manuel Brás da Costa
- Latim: Margarida Espiguinha
- Acompanhamento e Improvisação: António Esteireiro
- Pianista Acompanhador: Hélder Marques

- Coro Gregoriano: Armando Possante
- Música de Câmara: António Carrilho e Elsa Cortez

### Concertos, Audições e outras Atividades
O Instituto Gregoriano de Lisboa organiza regularmente audições onde os seus alunos têm oportunidade de demonstrar o seu trabalho, normalmente aos sábados de manhã, nas suas instalações. É também muitas vezes convidado para participar em concertos de âmbito transversal. Caso disso a tradicional Gala de Ópera da Universidade de Lisboa, onde participa com o Coro e em colaboração com a Orquestra Sinfónica Juvenil e outros coros, e no Festival de S. Roque. O Coro já chegou apresentar-se com a Orquestra Metropolitana de Lisboa e com o Coro da Escola de Música do Conservatório Nacional.
São também organizados concursos, como o de Órgão e o de Cravo, conferências e masterclasses.

### A Revista Modus
A Revista Modus é uma revista de musicologia direcionada para a divulgação de estudos musicológicos originais sobre canto gregoriano e música medieval. É editada desde 1987 com a contribuição de individualidades de vários países e publicada em português, inglês e francês. O 6º número desta revista foi lançado em 2007, na Sé de Lisboa, com um concerto pelo Coro Gregoriano de Lisboa.

## Localização
O Instituto Gregoriano de Lisboa encontra-se situado na Avenida 5 de Outubro, no nº258 (1600-038 Lisboa). É uma zona com acesso privilegiado pois fica perto da estação do Metropolitano de Lisboa de Entrecampos, da Estação Ferroviária da CP de Entrecampos, de paragens da Carris e das infraestruturas rodoviárias do norte da cidade de Lisboa.
- Coordenadas:  38°44'56.12"N ; 9° 9'1.63"O

## Instalações

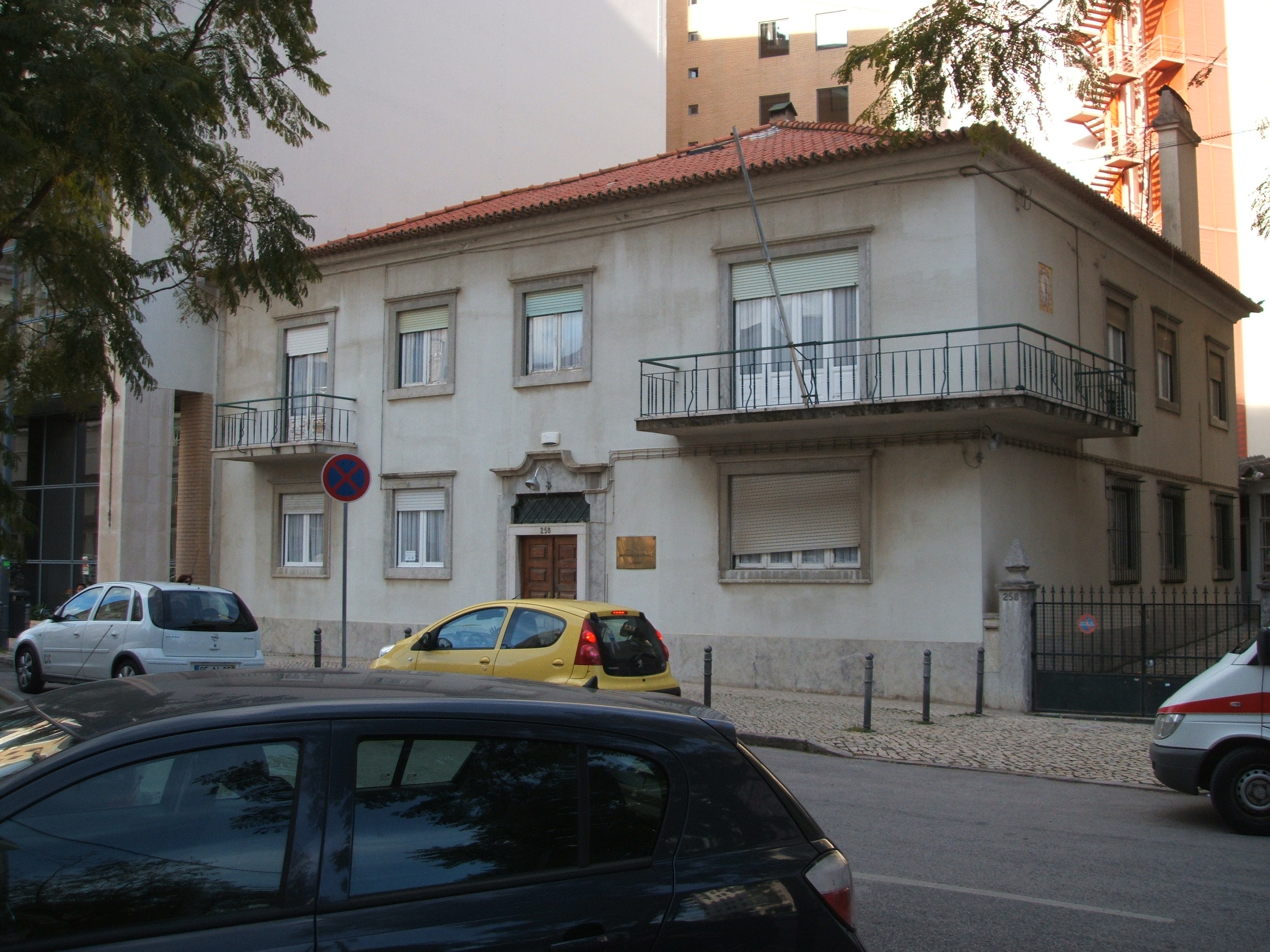
Instalações do Instituto Gregoriano de Lisboa

O Instituto Gregoriano de Lisboa está sedeado numa moradia antiga de 2 pisos e dispõe ainda do aproveitamento de um sótão e de anexos exteriores. São 7 salas equipadas com pelo menos um piano para a prática instrumental, 5 salas adequadas para as disciplinas de Formação Musical e outras disciplinas teóricas, 1 biblioteca, 1 sala de alunos, 1 sala para a direção, 1 sala para a secretaria e um salão/auditório. Os órgãos de gestão têm feito um esforço notável para renovar e melhorar as condições, principalmente na aquisição de novos instrumentos, na climatização e na insonorização das salas.
Foi também acordado a cedência de instalações e de docentes com a Escola Superior de Música de Lisboa.
No domínio do equipamento instrumental, o Instituto Gregoriano de Lisboa conta com vários pianos verticais, 6 pianos que variam entre o 1/4 de cauda e os 3/4 de cauda, 2 cravos, 1 clavicórdio, 1 espineta, 1 órgão (inaugurado a 14 de Fevereiro de 2004) e também com violoncelos, violinos e flautas de bisel.

## Ligações Externas

### Instituto Gregoriano de Lisboa
- Site Oficial do Instituto Gregoriano de Lisboa
- Blogue Oficial do Instituto Gregoriano de Lisboa
- Coro Gregoriano de Lisboa
- Novo Órgão do Instituto Gregoriano de Lisboa

### Orquestras
- Orquestra Sinfónica Juvenil
- Orquestra Metropolitana de Lisboa